# Ассимиляция (социология)
Ассимиля́ция (лат. assimilatio — уподобление, усвоение) в социологии и этнографии — потеря одной частью социума (или целым этносом) своих отличительных черт и их замена позаимствованными у другой части (другого этноса). В целом это этнокультурный сдвиг в идентичности определённой социальной группы, ранее представлявшей иную общность в плане языка, религии или культуры.
Ассимиляция может носить как добровольный характер — увлечение другой, более привлекательной культурой, межнациональные и межконфессиональные браки и т. п.; так и принудительный (насильственный) характер: военная аннексия, частичное истребление (геноцид), вынужденное переселение, законодательная деятельность, направленная на подавление тех или иных культурно-языковых явлений.
Термин «ассимиляция» может восприниматься одновременно как процесс и как состояние. Во-первых, он обозначает процесс включения иммигрантов в принимающее общество. Во-вторых, под ассимиляцией понимают состояние сходства в манерах поведения, установках, ценностях у иммигрантов и представителей принимающего общества, нации.
Распространенный термин, применяемый в Европе.

## Культурное влияние
Местность (государственной или этнической принадлежности) может совершенно спонтанно принять иную культуру из-за её политической значимости или осознанного превосходства. Один из самых первых случаев — это постепенное принятие латинского языка и культуры большинством порабощённых народов.
Культурная ассимиляция может происходить случайно или принудительно. Одна культура может спонтанно адаптировать иную культуру или культура, которая старше и богаче может насильственно объединить более «слабые» культуры. Термин «ассимиляция» очень часто используется по отношению к иммигрантам и различным этническим группам, которые поселились на новой земле. Новая культура и новые подходы к происхождению культуры получены в результате контакта и общения. Культурное изменение — это не просто односторонний процесс. Ассимиляция предполагает, что относительно слабые культуры должны объединиться в одну единую культуру. Этот процесс происходит через непосредственный контакт и адаптацию между культурами. Действующее определение ассимиляции обычно используется при упоминании иммигрантов, но, что касается мультикультурализма, культурная ассимиляция может проходить по всему миру, не ограничиваясь конкретными областями. Например, знание языков даёт людям возможность учиться и работать на международном уровне, не ограничиваясь рамками одной единственной культурной группы. Люди из разных стран вносят свой вклад в разнообразие и формирование «глобальной культуры», это означает, что культура сочетает в себе элементы разных культур. «Глобальную культуру» можно рассматривать, как часть ассимиляции, которая является причиной формирования культур из различных областей, воздействующих друг на друга.

## Ассимиляция иммигрантов

### Ассимиляция иммигрантов в Соединённых Штатах Америки
Ассимиляция иммигрантов представляет собой сложный процесс, в котором иммигранты не только в полной мере интегрируются в новую страну, но и, возможно, полностью теряют свою идентичность и культурное наследие. Социологи опираются на четыре основных контрольных показателя оценки ассимиляции иммигрантов: социально-экономический статус, географическое распределение, хорошо освоенный второй язык, смешанные браки. Уильям А.В. Кларк определяет ассимиляцию иммигрантов, как «способ понимания социальной динамики американского общества, и что этот процесс часто происходит совершенно спонтанно и непреднамеренно в процессе взаимодействия больших и малых групп».
Между 1880 и 1920 гг. США приняли примерно 24 млн иммигрантов. Такой рост иммиграции можно отнести ко многим историческим изменениям. Позже, с 1970-х годов до конца 1990-х годов более 1,8 млн евреев эмигрировали из бывшего Советского Союза. Основными странами иммиграции стали: Израиль (около 1,63 млн), Соединенные Штаты (около 326 тыс.), Германия (около 224 тыс.), и Канада (около 30 тыс.). Начало XX века также отмечено эрой массовой иммиграции. Социологи в очередной раз пытаются оценить влияние, которое иммиграция оказывает на общество и влияние, которое данный процесс оказывает на самих иммигрантов.
Стоит отметить, что некоторые учёные полагают, что ассимиляция и аккультурация — это синонимы. Это не совсем так. Согласно точке зрения многих социологов[кого?], ассимиляцией является «процесс интерпретации и слияния» одной группы или лица с другими. Данное слияние может включать в себя воспоминания, поведение и чувства. Делясь своим опытом и историями, они сливаются в общую культурную жизнь. При ассимиляции происходит полная утрата одним народом своего языка и культуры при контакте с другим, более доминантным, что не происходит при аккультурации.

### Теоретические модели ассимиляции иммигрантов
Согласно первой классической модели, иммигранты и местные становятся всё больше похожи друг на друга в процессе взаимодействия. Эта теория рассматривает иммигрантов, которые с течением времени быстрее приспособились к нормам, ценностям, поведению и характеру другой группы. Данная теория также говорит о том, что иммигранты и их потомки, которые прожили в новой среде дольше, приобретают большее сходство с группой, чем те, которые прожили небольшое количество времени. Вторая теория, представляющая собой модель расовой или этнической неполноценности, утверждает, что шансы иммигрантов ассимилироваться практически невозможны. Примером данной модели является дискриминация и институциональные барьеры на пути трудоустройства и других возможностей. Чтобы обойти данные барьеры, некоторые группы иммигрантов образовали этнические анклавы . Третья, сегментированная модель ассимиляции говорит о том, что такие структурные барьеры как: бедные городские школы, отрезанный доступ к рабочим местам и другим возможностям, часто являющиеся особенно серьёзными в случае с наиболее уязвимыми членами групп иммигрантов, могут привести к застою и спаду мобильности, даже если дети других иммигрантов будут следовать в сторону классической прямолинейной ассимиляции совершенно различными путями.

### Основные показатели ассимиляции иммигрантов
Исследователи определяют, что ассимиляция, существующая среди иммигрантов может быть измерена четырьмя основными критериями. Эти основные аспекты, сформулированные в США для изучения европейской иммиграции, по-прежнему являются отправными точками понимания ассимиляции иммигрантов. Этими аспектами являются: социально-экономический статус, географическая концентрация населения, владение вторым языком и смешанные браки.
1. Социально-экономический статус определяется уровнем образования, профессией и доходами. Следя за изменением социально-экономического статуса, исследователи хотят выяснить, смогут ли иммигранты в конечном счете догнать коренное население по социально-экономическим показателям.
2. Концентрация населения определяется по географическому признаку. Данный показатель утверждает, что увеличение социально-экономических достижений, длительное место жительства, а также более высокий статус поколений приведет к уменьшению жилой концентрации для той или иной этнической группы.[9]
3. Владение языком другого государства определяется как возможная потеря родного языка индивида. Модель трех поколений языковой ассимиляции гласит, что первое поколение делает небольшой прогресс в языковой ассимиляции, но по-прежнему доминирует на своем родном языке, второе поколение является двуязычным, а третье поколение говорит только на государственном языке.[3]
4. Смешанные браки определяется по признаку расы или этнического происхождения, а иногда и поколением. Высокое количество смешанных браков является показателем социальной интеграции, потому что она раскрывает интимные и глубокие отношения между людьми разных групп; смешанный брак снижает способность семей передавать своим детям последовательную национальную культуру и, таким образом, является одним из факторов ассимиляции.[10] Хотя смешанные браки обычно рассматриваются как прочное основание, которое может стать причиной ассимиляции, оно также рассматривается как способ постепенно облегчить переход в новую культуру. Существует мнение, что пока одна группа будет придерживаться своих определённых взглядов и не вступать в брак с людьми противоположного пола коренного населения, ассимиляция будет проходить достаточно медленно.[11]

### Изменение имени иммигранта и приобретение дома как формы ассимиляции
В то время как изменение имен иммигрантов не является одним из 4-х измеримых критериев для ассимиляции, очерченной социологами, тем не менее, представляет собой четкий отказ от старого. Таким образом иммигранты быстрее понимают структуру нового общества. Простота и комфорт в общении стали ещё одним фактором отказа от прежних имен. Имена многих иммигрантов из других стран достаточно трудно произносить, поэтому замена имени на новое будет ещё одним шагом на пути к скорой ассимиляции с местным населением.
Покупку собственного дома также можно рассматривать как шаг на пути к ассимиляции. Уильям А.В. Кларк исследует этот шаг в своей книге «Immigrants and the American Dream Remarking the Middle Class». Кларк понимает, что процесс ассимиляции представляет собой гораздо больше, чем просто возможность купить дом. Но он утверждает, что «домовладение» является одним из этапов ассимиляции. Приобретая дом, человек становится частью общества и окрестности в которой живёт, а также частью повседневной деятельности.

### Модификации для оценки ассимиляции иммигрантов
Американские исследования ассимиляции иммигрантов 19-го века пришли к выводу, что иммигранты в США с трудом догоняют коренное население по уровню знаний, образования, опыта работы и доходам. Но исследования[какие?] XX века свидетельствуют о том, что иммигранты в конце концов их догнали. На сегодняшний день ученые исследуют факторы, которые привели к ошибочным результатам. Во-первых, иммигранты, прибывшие, в юном возрасте, должны рассматриваться отдельно от тех, кто прибыл уже во взрослом. Во-вторых, специфика получения прибыли должна быть больше приближена к форме возрастных доходов. Исследователи указывают на то, возможности получения прибыли должны также рассматриваться уже с точки зрения показателей, уставленных в XX веке, а не в XIX с точки зрения традиционных путей развития.

### Натурализация иммигрантов
Кроме брака, получение гражданства также является одним из наиболее важных факторов при ассимиляции. Во время дебатов по поводу принятия иммигрантов основное внимание уделяют не только количеству самих приезжих, но и процессам регистрации и, самое главное, получению гражданства, кому и каким образом оно должно быть присвоено или продлено. Например, будет ли оно распространяться на тех, кто приезжает нелегально? Разрешение на натурализацию иммигрантов может создать напряженность при ассимиляции. С одной стороны те люди, в Соединенных Штатах, которые выступают за прием иммигрантов, утверждают, что эти новые жители будут способствовать укреплению и обогащению демократического процесса. Тем не менее, другие говорят, что природа и законность нации может быть оспорена, и, возможно, встать под угрозу.

## Примеры ассимиляций

### Этнографические
- албанизация
- американизация
- арабизация
- арауканизация
- арменизация
- белорусизация
- болгаризация
- булгаризация
- галлизация
- германизация
- грузинизация
- испанизация
- итальянизация
- казахизация
- китаизация
- мадьяризация
- полонизация
- романизация
- румынизация
- русификация
- украинизация
- славянизация
- тюркизация
- эллинизация
- юдаизация/сионизация/гебраизация
- японизация

### Религиозные
- буддификация (ламаизация)
- исламизация
- иудаизация[англ.]
- христианизация